# Korelacja odległościowa
W statystyce i teorii prawdopodobieństwa korelacja odległościowa i kowariancja odległościowa to miary zależności między dwoma zmiennymi (w tym wektorami) losowymi. Współczynnik korelacji odległościowej w populacji wynosi zero wtedy i tylko wtedy, gdy zmienne/wektory losowe są niezależne. Współczynnik korelacji odległościowej mierzy zarówno liniowy, jak i nieliniowy związek między dwiema zmiennymi/wektorami losowymi, w odróżnieniu od korelacji Pearsona opisującej związek liniowy.
Korelacja odległościowa może stanowić podstawę permutacyjnego testu statystycznego zależności. Najpierw oblicza się korelację odległościową między dwoma próbkami (co obejmuje centrowanie macierzy odległości euklidesowych), a następnie porównuje się tę wartość z korelacjami odległościowymi wielu permutacji (przetasowań) danych.

Wykresy rozrzutu pokazujące przykładowe zależności między wektorami próbkowymi wraz z odpowiadającymi im wartościami współczynnika korelacji odległościowej. Grafikę tę można porównać z analogiczną przedstawioną w artykule o współczynniku korelacji Pearsona.

## Wstęp
Klasyczną miarą zależności jest współczynnik korelacji Pearsona, który jest wrażliwy głównie na zależność liniową między dwiema zmiennymi. Korelacja odległościowa została wprowadzona w 2005 r. przez Gábora J. Székelya jako odpowiedź na istotną wadę korelacji Pearsona – mianowicie fakt, że w przypadku zmiennych zależnych współczynnik ten może przyjmować wartość zero. Współczynnik korelacji Pearsona równy 0 (brak korelacji) nie oznacza niezależności zmiennych, natomiast współczynnik korelacji odległościowej równy 0 oznacza ich niezależność. Pierwsze wyniki dotyczące korelacji odległościowej opublikowano w latach 2007 i 2009. Wykazano, że kowariancja odległościowa jest tożsama z kowariancją Browna.
Korelacja odległościowa jest definiowana na podstawie kilku powiązanych wielkości: wariancji odległościowej, odległościowego odchylenia standardowego oraz kowariancji odległościowej. Pełnią one analogiczną rolę, jaką w przypadku współczynnika korelacji momentów iloczynowych Pearsona odgrywają odpowiednio: wariancja, odchylenie standardowe i kowariancja.

## Definicje

### Kowariancja odległościowa
Zacznijmy od zdefiniowania kowariancji odległościowej w próbie. Niech (Xk, Yk ), k = 1, 2, ... , n niech będzie próbą statystyczną z dwóch zmiennych losowych (X, Y) o wartościach rzeczywistych lub wektorowych. W pierwszym kroku należy obliczyć macierze odległości (aj,k) i (bj,k) o wymiarach n na n zawierające wszystkie odległości między parami obserwacji.
{\displaystyle {\begin{aligned}a_{j,k}&=\|X_{j}-X_{k}\|,\qquad j,k=1,2,\ldots ,n,\\b_{j,k}&=\|Y_{j}-Y_{k}\|,\qquad j,k=1,2,\ldots ,n,\end{aligned}}}
gdzie || ⋅ || oznacza normę euklidesową. W kolejnym kroku wyznacza się wszystkie podwójnie wycentrowane odległości
{\displaystyle A_{j,k}:=a_{j,k}-{\overline {a}}_{j\cdot }-{\overline {a}}_{\cdot k}+{\overline {a}}_{\cdot \cdot },\qquad B_{j,k}:=b_{j,k}-{\overline {b}}_{j\cdot }-{\overline {b}}_{\cdot k}+{\overline {b}}_{\cdot \cdot },}
gdzie {\displaystyle \textstyle {\overline {a}}_{j\cdot }} jest średnią j-tego wiersza, {\displaystyle \textstyle {\overline {a}}_{\cdot k}} jest średnią k-tej kolumny, zaś {\displaystyle \textstyle {\overline {a}}_{\cdot \cdot }} jest średnią ogólną macierzy odległości próbki X. Podobna notacja obowiązuje dla wartości b. Można zauważyć, że macierzach odległości centrowanych (Aj,k) i (Bj,k) suma wszystkich wierszy i kolumn wynosi zero. Kwadrat kowariancji odległościowej w próbie to skalar będący po prostu średnią arytmetyczną iloczynów Aj,k Bj,k :
{\displaystyle \operatorname {dCov} _{n}^{2}(X,Y):={\frac {1}{n^{2}}}\sum _{j=1}^{n}\sum _{k=1}^{n}A_{j,k}\,B_{j,k}.}
Statystyka T n = n dCov2n(X,Y) wyznacza spójny wielowymiarowy test niezależności wektorów losowych o dowolnych wymiarach. Implementację można znaleźć w funkcji dcov.test w pakiecie energy w R.
Kowariancję odległościową w populacji można zdefiniować w analogiczny sposób. Niech X będzie zmienną losową przyjmującą wartości w p-wymiarowej przestrzeni euklidesowej z rozkładem prawdopodobieństwa μ, a Y niech będzie zmienną losową przyjmującą wartości w q-wymiarowej przestrzeni euklidesowej z rozkładem prawdopodobieństwa ν. Załóżmy, że X i Y mają skończone wartości oczekiwane. Wprowadźmy następujące oznaczenia:
{\displaystyle a_{\mu }(x):=\operatorname {E} [\|X-x\|],\quad D(\mu ):=\operatorname {E} [a_{\mu }(X)],\quad d_{\mu }(x,x'):=\|x-x'\|-a_{\mu }(x)-a_{\mu }(x')+D(\mu ).}
Zdefiniujmy kwadrat kowariancji odległościowej X i Y w populacji jako:
{\displaystyle \operatorname {dCov} ^{2}(X,Y):=\operatorname {E} {\big [}d_{\mu }(X,X')d_{\nu }(Y,Y'){\big ]}.}
Można pokazać, że jest to równoważne następującej definicji:
{\displaystyle {\begin{aligned}\operatorname {dCov} ^{2}(X,Y):={}&\operatorname {E} [\|X-X'\|\,\|Y-Y'\|]+\operatorname {E} [\|X-X'\|]\,\operatorname {E} [\|Y-Y'\|]\\&\qquad {}-\operatorname {E} [\|X-X'\|\,\|Y-Y''\|]-\operatorname {E} [\|X-X''\|\,\|Y-Y'\|]\\={}&\operatorname {E} [\|X-X'\|\,\|Y-Y'\|]+\operatorname {E} [\|X-X'\|]\,\operatorname {E} [\|Y-Y'\|]\\&\qquad {}-2\operatorname {E} [\|X-X'\|\,\|Y-Y''\|],\end{aligned}}}
gdzie E oznacza wartość oczekiwaną, zaś {\displaystyle \textstyle (X,Y)},{\displaystyle \textstyle (X',Y')} oraz {\displaystyle \textstyle (X'',Y'')} są niezależne i mają jednakowy rozkład (zmienne losowe {\displaystyle \textstyle (X',Y')} I {\displaystyle \textstyle (X'',Y'')} oznaczają niezależne i mające jednakowy rozkład kopie zmiennych {\displaystyle X} i {\displaystyle Y}. Kowariancję odległościową można wyrazić za pomocą klasycznej kowariancji Pearsona, cov, w następujący sposób:
{\displaystyle \operatorname {dCov} ^{2}(X,Y)=\operatorname {cov} (\|X-X'\|,\|Y-Y'\|)-2\operatorname {cov} (\|X-X'\|,\|Y-Y''\|).}
Tożsamość ta pokazuje, że kowariancja odległościowa nie jest tym samym, co kowariancja odległości {\displaystyle \operatorname {cov} (\|X-X'\|,\|Y-Y'\|)}. Ta ostatnia może wynosić zero, nawet gdy X i Y nie są niezależne.
Alternatywnie, kowariancję odległościową można zdefiniować jako ważoną normę L2 między łączną funkcją charakterystyczną zmiennych losowych i iloczynem ich brzegowych funkcji charakterystycznych:
{\displaystyle \operatorname {dCov} ^{2}(X,Y)={\frac {1}{c_{p}c_{q}}}\int _{\mathbb {R} ^{p+q}}{\frac {\left|\varphi _{X,Y}(s,t)-\varphi _{X}(s)\varphi _{Y}(t)\right|^{2}}{|s|_{p}^{1+p}|t|_{q}^{1+q}}}\,dt\,ds}
gdzie {\displaystyle \varphi _{X,Y}(s,t)}, {\displaystyle \varphi _{X}(s)} i {\displaystyle \varphi _{Y}(t)} są funkcjami charakterystycznymi odpowiednio (X, Y), X, i Y; p i q oznaczają wymiar euklidesowy odpowiednio X i Y, zaś s i t oraz cp i cq są stałymi. Funkcja wagi {\displaystyle ({c_{p}c_{q}}{|s|_{p}^{1+p}|t|_{q}^{1+q}})^{-1}} jest wybrana w celu wytworzenia miary niezmienniczej względem obrotu i względem skali, która nie dąży do zera dla zmiennych zależnych. Jedna z interpretacji definicji funkcji charakterystycznej zakłada, że zmienne e isX i e itY są cyklicznymi reprezentacjami X i Y o różnych okresach określonych przez s i t, a wyrażenie ϕX, Y(s, t) − ϕX(s) ϕY(t) w liczniku definicji kowariancji odległościowej funkcji charakterystycznej jest po prostu klasyczną kowariancją e isX i e itY . Definicja funkcji charakterystycznej wyraźnie pokazuje, że dCov 2(X, Y) = 0 wtedy i tylko wtedy, gdy X i Y są niezależne.

### Wariancja odległościowa i odległościowe odchylenie standardowe
Wariancja odległościowa jest szczególnym przypadkiem kowariancji odległościowej, gdy dwie zmienne są identyczne. Wartość wariancji odległościowej w populacji to pierwiastek kwadratowy z
{\displaystyle \operatorname {dVar} ^{2}(X):=\operatorname {E} [\|X-X'\|^{2}]+\operatorname {E} ^{2}[\|X-X'\|]-2\operatorname {E} [\|X-X'\|\,\|X-X''\|],}
gdzie {\displaystyle X}, {\displaystyle X'}, I {\displaystyle X''} są niezależnymi zmiennymi losowymi o jednakowym rozkładzie, {\displaystyle \operatorname {E} } oznacza wartość oczekiwaną, zaś {\displaystyle f^{2}(\cdot )=(f(\cdot ))^{2}} dla funkcji {\displaystyle f(\cdot )}, np, {\displaystyle \operatorname {E} ^{2}[\cdot ]=(\operatorname {E} [\cdot ])^{2}} .
Wariancja odległościowa w próbie jest pierwiastkiem kwadratowym z
{\displaystyle \operatorname {dVar} _{n}^{2}(X):=\operatorname {dCov} _{n}^{2}(X,X)={\tfrac {1}{n^{2}}}\sum _{k,\ell }A_{k,\ell }^{2},}
co jest zbliżone do średniej różnicy bezwzględnej Corrado Giniego wprowadzoną w 1912 r., przy czym Gini nie używał z odległości centrowanych.

### Korelacja odległościowa
Korelację odległościową dwóch zmiennych losowych uzyskuje się poprzez podzielenie ich kowariancji odległościowej przez iloczyn ich odległościowych odchyleń standardowych. Korelacja odległościowa jest pierwiastkiem kwadratowym z
{\displaystyle \operatorname {dCor} ^{2}(X,Y)={\frac {\operatorname {dCov} ^{2}(X,Y)}{\sqrt {\operatorname {dVar} ^{2}(X)\,\operatorname {dVar} ^{2}(Y)}}},}
zaś korelacja odległościowa w próbie {\displaystyle \operatorname {dCor} _{n}^{2}(X,Y)} jest definiowana analogicznie przez podstawienie kowariancji odległościowej w próbie i wariancji odległościowej w próbie w powyższym wzorze.
Korelację odległościową  z próby można obliczyć, stosując funkcję dcor w pakiecie energy w R.

## Właściwości

### Korelacja odległościowa
i. {\displaystyle 0\leqslant \operatorname {dCor} _{n}(X,Y)\leqslant 1}  oraz  {\displaystyle 0\leqslant \operatorname {dCor} (X,Y)\leqslant 1};
W przeciwieństwie do współczynnika korelacji Pearsona korelacja odległościowa nie może być ujemna.
ii. {\displaystyle \operatorname {dCor} (X,Y)=0} wtedy i tylko wtedy, gdy X i Y są niezależne.
iii. {\displaystyle \operatorname {dCor} _{n}(X,Y)=1} implikuje, że wymiary podprzestrzeni liniowych rozpiętych odpowiednio przez próbki X i Y są (z prawdopodobieństwem 1) równe, a jeśli założymy, że te podprzestrzenie są równe, to w tej podprzestrzeni  {\displaystyle Y=A+b\,\mathbf {C} X} dla pewnego wektora A, skalara  b i macierzy ortonormalnej {\displaystyle \mathbf {C} }.

### Kowariancja odległościowa
i. {\displaystyle \operatorname {dCov} (X,Y)\geqslant 0} i {\displaystyle \operatorname {dCov} _{n}(X,Y)\geqslant 0};
ii.{\displaystyle \operatorname {dCov} ^{2}(a_{1}+b_{1}\,\mathbf {C} _{1}\,X,a_{2}+b_{2}\,\mathbf {C} _{2}\,Y)=|b_{1}\,b_{2}|\operatorname {dCov} ^{2}(X,Y)}dla wszystkich stałych wektorów {\displaystyle a_{1},a_{2}}, skalarów {\displaystyle b_{1},b_{2}} i ortonormalnych macierzy {\displaystyle \mathbf {C} _{1},\mathbf {C} _{2}}.
iii. Jeżeli  wektory losowe {\displaystyle (X_{1},Y_{1})} i {\displaystyle (X_{2},Y_{2})} są niezależne, to
{\displaystyle \operatorname {dCov} (X_{1}+X_{2},Y_{1}+Y_{2})\leqslant \operatorname {dCov} (X_{1},Y_{1})+\operatorname {dCov} (X_{2},Y_{2}).}
Równość występuje wtedy i tylko wtedy, gdy zarówno {\displaystyle X_{1}}, jak i {\displaystyle Y_{1}} są stałymi lub zarówno {\displaystyle X_{2}}, jak i {\displaystyle Y_{2}} są stałymi, albo też gdy {\displaystyle X_{1},X_{2},Y_{1},Y_{2}} są wzajemnie niezależne.
iv. {\displaystyle \operatorname {dCov} (X,Y)=0} wtedy i tylko wtedy, gdy X i Y są niezależne.
Ostatnia właściwość jest najważniejszym właściwością wynikającą z pracy z odległościami wycentrowanymi.
Statystyka {\displaystyle \operatorname {dCov} _{n}^{2}(X,Y)} jest obciążonym estymatorem {\displaystyle \operatorname {dCov} ^{2}(X,Y)}. Zakładając niezależność X i Y
{\displaystyle {\begin{aligned}\operatorname {E} [\operatorname {dCov} _{n}^{2}(X,Y)]&={\frac {n-1}{n^{2}}}\left\{(n-2)\operatorname {dCov} ^{2}(X,Y)+\operatorname {E} [\|X-X'\|]\,\operatorname {E} [\|Y-Y'\|]\right\}\\[6pt]&={\frac {n-1}{n^{2}}}\operatorname {E} [\|X-X'\|]\,\operatorname {E} [\|Y-Y'\|].\end{aligned}}}
Nieobciążony estymator {\displaystyle \operatorname {dCov} ^{2}(X,Y)} podają Székely i Rizzo.

### Wariancja odległościowa
i. {\displaystyle \operatorname {dVar} (X)=0} wtedy i tylko wtedy, gdy {\displaystyle X=\operatorname {E} [X]} prawie na pewno.
ii. {\displaystyle \operatorname {dVar} _{n}(X)=0} wtedy i tylko wtedy, gdy wszystkie obserwacje w próbie są jednakowe.
iii. {\displaystyle \operatorname {dVar} (A+b\,\mathbf {C} \,X)=|b|\operatorname {dVar} (X)} dla wszystkich stałych wektorów A, skalarów b i macierzy ortonormalnych {\displaystyle \mathbf {C} }.
iv. Jeśli X i Y są niezależne, to {\displaystyle \operatorname {dVar} (X+Y)\leqslant \operatorname {dVar} (X)+\operatorname {dVar} (Y)}.
Równość zachodzi w (iv) wtedy i tylko wtedy, gdy jedna ze zmiennych losowych X lub Y jest stałą.

## Uogólnienie
Kowariancję odległościową można uogólnić tak, aby uwzględniała potęgi odległości euklidesowej:
{\displaystyle {\begin{aligned}\operatorname {dCov} ^{2}(X,Y;\alpha ):={}&\operatorname {E} [\|X-X'\|^{\alpha }\,\|Y-Y'\|^{\alpha }]+\operatorname {E} [\|X-X'\|^{\alpha }]\,\operatorname {E} [\|Y-Y'\|^{\alpha }]\\&\qquad {}-2\operatorname {E} [\|X-X'\|^{\alpha }\,\|Y-Y''\|^{\alpha }].\end{aligned}}}
Wtedy dla każdego {\displaystyle 0<\alpha <2}, {\displaystyle X} i {\displaystyle Y} są niezależne wtedy i tylko wtedy, gdy {\displaystyle \operatorname {dCov} ^{2}(X,Y;\alpha )=0}. Należy zaznaczyć, że właściwość ta nie dotyczy wykładnika {\displaystyle \alpha =2} ; w tym przypadku dla dwuwymiarowej zmiennej losowej {\displaystyle (X,Y)}, {\displaystyle \operatorname {dCor} (X,Y;\alpha =2)} jest deterministyczną funkcją korelacji Pearsona. Gdy {\displaystyle a_{k,\ell }} i {\displaystyle b_{k,\ell }} to potęgi o wykładniku {\displaystyle \alpha } ({\displaystyle 0<\alpha \leqslant 2}) odpowiednich odległości, wówczas {\displaystyle \alpha }-kowariancję odległościową z próby można zdefiniować jako liczbę nieujemną, dla której
{\displaystyle \operatorname {dCov} _{n}^{2}(X,Y;\alpha ):={\frac {1}{n^{2}}}\sum _{k,\ell }A_{k,\ell }\,B_{k,\ell }.}

## Alternatywna definicja kowariancji odległościowej
Oryginalna kowariancja odległościowa została zdefiniowana jako pierwiastek kwadratowy z {\displaystyle \operatorname {dCov} ^{2}(X,Y)}. {\displaystyle \operatorname {dCov} (X,Y)} jest odległością energetyczną między wspólnym rozkładem {\displaystyle \operatorname {X} ,Y} i iloczynem rozkładów brzegowych. Zgodnie z tą definicją wariancja odległościowa, a nie odległościowe odchylenie standardowe, mierzona jest w tych samych jednostkach, co odległości.
Alternatywnie można zdefiniować kowariancję odległościową jako kwadrat odległości energetycznej: {\displaystyle \operatorname {dCov} ^{2}(X,Y).} W tym przypadku odległościowe odchylenie standardowe {\displaystyle X} jest mierzone w tych samych jednostkach, co odległość {\displaystyle X} i istnieje nieobciążony estymator kowariancji odległościowej w populacji.
Zgodnie z tymi alternatywnymi definicjami korelacja odległościowa jest również definiowana jako {\displaystyle \operatorname {dCor} ^{2}(X,Y)}, a jako nie pierwiastek kwadratowy z tej miary.

## Alternatywna formuła: kowariancja Browna
Kowariancja Browna stanowi uogólnienie pojęcia kowariancji na procesy stochastyczne. Kwadrat kowariancji zmiennych losowych X i Y można zapisać w następującej postaci:
{\displaystyle \operatorname {cov} (X,Y)^{2}=\operatorname {E} \left[{\big (}X-\operatorname {E} (X){\big )}{\big (}X^{\mathrm {'} }-\operatorname {E} (X^{\mathrm {'} }){\big )}{\big (}Y-\operatorname {E} (Y){\big )}{\big (}Y^{\mathrm {'} }-\operatorname {E} (Y^{\mathrm {'} }){\big )}\right]}
gdzie E oznacza wartość oczekiwaną, a symbol prim oznacza niezależną kopię danej zmiennej o jednakowym rozkładzie. Jeżeli U(s), V(t) są dowolnymi procesami losowymi zdefiniowanymi dla wszystkich rzeczywistych s i t, wówczas zmienną X zcentrowaną względem U definiujemy następująco
{\displaystyle X_{U}:=U(X)-\operatorname {E} _{X}\left[U(X)\mid \left\{U(t)\right\}\right]}
zawsze gdy istnieje odejmowana w powyższym wzorze warunkowa wartość oczekiwana. Niech YV będzie Y centrowaną ze względu na V wersją Y , wtedy (U,V)-kowariancja (X,Y) jest zdefiniowana jako liczba nieujemna, której kwadrat wynosi
{\displaystyle \operatorname {cov} _{U,V}^{2}(X,Y):=\operatorname {E} \left[X_{U}X_{U}^{\mathrm {'} }Y_{V}Y_{V}^{\mathrm {'} }\right]}
zawsze, gdy prawa strona jest nieujemna i skończona. Najważniejszym przykładem jest sytuacja, gdy U i V są dwustronnymi niezależnymi ruchami Browna / procesami Wienera z zerową średnią i kowariancją |s| + |t| – |s–t| = 2 min (s, t), gdy s, t są nieujemne. W tym przypadku kowariancja (U, V) nazywana jest kowariancją Browna i oznaczana jako
{\displaystyle \operatorname {cov} _{W}(X,Y).}
Jak się okazuje, kowariancja Browna jest tym samym, co kowariancja odległościowa:
{\displaystyle \operatorname {cov} _{\mathrm {W} }(X,Y)=\operatorname {dCov} (X,Y),}
stąd korelacja Browna jest tym samym, co korelacja odległościowa.
Z drugiej strony, jeśli zastąpimy ruch Browna deterministyczną funkcją tożsamościową id, wówczas Covid(X,Y) jest po prostu wartością bezwzględną klasycznej kowariancji Pearsona:
{\displaystyle \operatorname {cov} _{\mathrm {id} }(X,Y)=\left\vert \operatorname {cov} (X,Y)\right\vert .}

## Powiązane miary
Inne miary zależności, w tym wskaźniki korelacyjne oparte na jądrze (takie jak kryterium niezależności Hilberta-Schmidta, czyli HSIC), również mogą wykrywać oddziaływania liniowe i nieliniowe. Zarówno korelację odległościową, jak i metryki oparte na jądrze można stosować w ramach analizy korelacji kanonicznej, analizy niezależnych składowych i podobnych procedur, aby uzyskać większą moc statystyczną .